# Oelsnitz (Monti Metalliferi)
Oelsnitz (ufficialmente Oelsnitz/Erzgeb., abbreviazione di Oelsnitz/Erzgebirge, letteralmente: "Oelsnitz/Monti Metalliferi") è una città di 10 837 abitanti della Sassonia, in Germania.
Appartiene al circondario dei Monti Metalliferi.

## Amministrazione

### Gemellaggi
- Avion, dal 1961
- Mimoň, dal 1968
- Sprockhövel, dal 2000
- Chodov, dal 2004